# 趙婷 (台灣主持人)
趙婷（趙庭），4歲出道成為童星  電視、廣播、晚會主持人。  作家 大學助理教授配音員 也擔任藝人正音與表演課程的老師。 
主持類型多樣，兒童節目《只要我長大》（獲得第22屆金鐘獎  兒童節目獎）、廣播節目「午餐的約會」獲得第35屆 最佳流行音樂節目獎、國防部莒光園地  。曾在參與孫建平老師領軍之演唱團體「音樂磁場」兩張專輯的錄音。在大學及研究所主修中國音樂及藝術，但是對於金融也特別有興趣，因此也曾一度放棄演藝工作，擔任證券公司  營業員 具有豐富的財經背景，也曾主持金融節目。近年來熱心從事公益，關心議題包括兒童、婦女及動保。也擔任世界和平會 代言人

## 演藝經歷
- 國立台灣藝術大學畢業、佛光大學藝術研究所碩士
- 獲得台灣藝術大學第60屆傑出校友楷模獎
- 中國廣播公司 中廣流行網節目主持人
- 國立台南藝術大學中國音樂系講師
- 中華音樂人交流協會 監事
- 金鐘獎 金曲獎 評審
- 童星出身，演出多个知名電視劇、電影，包括李行導演《海韻》、宋存壽導演《母親三十歲》、黃以功導演的《花落春猶在-台北的天空》等。
- 在大學及研究所主修中國音樂及藝術，但是對於金融也特別有興趣，因此也曾一度放棄演藝工作，擔任證券公司營業員，具有豐富的財經背景。主持金融節目，（證券 期貨 選擇權等）。後来亦有主持電視、廣播、晚會、社教文化或商業活動。
- 参与了很多廣告、影音帶的配音工作。資歷與經歷较深，常四處演講教學，傳承經驗。

## 音樂專輯
- 音樂磁場-台語經典名曲(13)、國語經典名曲(14)

## 活動主持
| 節目類型 | 節 目 名 稱                                      |
| -------- | ------------------------------------------------ |
| 頒獎典禮 | 金馬獎開幕、閉幕活動主持                         |
| 頒獎典禮 | 「國家金質獎」頒獎典禮                           |
| 頒獎典禮 | 「國家工安獎」頒獎典禮                           |
| 頒獎典禮 | 陽明海洋文化藝術館開館典禮                       |
| 音樂會   | 台灣第一套複製曾侯乙編鐘首演音樂會               |
| 音樂會   | 「英國市政廳室內樂團」音樂會                     |
| 音樂會   | 台北市藝術季兒童音樂會                           |
| 音樂會   | 台北市立交響樂團「莫札特 魔笛」音樂會            |
| 音樂會   | 高雄市立國樂團「管絃絲竹知多少」兒童音樂會       |
| 音樂會   | 台北縣文化局及國立實驗國樂團國中國小推廣音樂會   |
| 音樂會   | 台北柳琴室內樂團「音樂的火車就要開」兒童音樂會   |
| 其他活動 | 張學友、劉德華、金城武、梁朝偉等知名藝人的歌友會 |
| 其他活動 | 台北市政府跨年活動                               |
| 其他活動 | 台北市傳統藝術季系列活動                         |
| 其他活動 | 薪傳獎活動                                       |
| 其他活動 | 兩岸三地影展活動                                 |
| 其他活動 | 中廣晚會系列活動                                 |
| 其他活動 | 各類商業活動、發表會                             |
| 其他活動 | 各大知名企業股東會                               |

- 臺北市立交響樂團 TSO 愛在一起音樂會
- 故宮博物院 走進台灣的角落 故宮教育頻道推廣紀錄片主持人
- 國際世界糖尿病日點燈活動主持
- 台商論壇活動主持人
- 文化部 天空 草地 榕樹下 擔任 NTSO  國立台灣交響樂團音樂會主持人
- 薪傳獎 活動主持人
- 國家金質獎 頒獎典禮
- 國家工安獎 頒獎典禮
- 文創展 活動主持人
- 新北市政府 秋月賞樂音樂會主持
- 1600 貓熊世界之旅-台北 記者會主持人
- 親愛的莎士比亞先生 音樂會主持人
- 農委會 第一屆田媽媽十大創意菜頒獎典禮 主持
- 台北市立交響樂團「莫札特 歐普拉的魔笛秀 」音樂會主持人
- 董陽孜老師 (誠)字 發表及記者會
- 渣打銀行 公益活動主持人
- 身心障礙 文薈獎主持人
- 保險經紀公司年度大會主持人
- 台北儒家菜發表記者會 主持人
- 水岸台北 台北國際龍舟錦標賽活動主持
- 兩岸電影展 開幕閉幕及影展活動主持人
- 農林漁牧普查記者會  代言人: 黃西田
- 建國一百年 植樹月攜手減碳啟動記者會及系列活動
- 林務局 公務人員頒獎典禮
- 陽明海洋文化藝術館開館典禮
- 台灣第一套複製「曾侯乙編鐘 首演音樂會
- 台灣菸酒新品發表會 及尾牙活動主持人……等
- 教育部 育藝深遠音樂會主持人 VS 台北市立國樂團  (連續30場)
- 台北國際花卉博覽會系列活動主持人
- 第11屆台北市議員就職音樂會
- 國立臺灣交響樂團 歐普拉的魔笛秀
- 交通部 金路獎頒獎典禮
- 第一屆文創展覽展 活動主持人
- 全國視障學生 閱讀計畫推廣啟動記者會
- 考試院 公務人員傑出貢獻獎頒獎典禮主持人 (2008 2009 2010 2011 2012 2013 2014 2015 2016 ) 連續8年
- 第五屆台商淮安論壇記者會
- 大墩美展(台中市政府) (2012 2009 2008 2007)
- 國家金質獎
- 新東陽 詠月獻愛的記者會
- 新北市勞工局 關心外籍勞工權益 記者會
- 愛你一萬年的首映記者會
- 農委會 每日一蛋 健康圓滿記者會
- 台北市立交響樂團合作 《魔笛》音樂劇主持人
- 勞委會 職場不敗新女力講座與座談
- 世界人權日活動主持人
- 慈心獎 頒獎典禮

## 典禮/音樂會/各式活動
| 活 動 類 型           | 活 動 名 稱                        | 擔 任 內 容              | 合 作 單 位/主 辦 單 位                     |
| --------------------- | ---------------------------------- | ------------------------ | ------------------------------------------- |
| 頒獎/開閉幕/開館 典禮 | 金馬獎                             | 開幕及閉幕系列活動主持人 | 金馬影委會                                  |
| 頒獎/開閉幕/開館 典禮 | 兩岸電影展                         | 影展主持人               | 兩岸電影交流委員會、中國電影基金會          |
| 頒獎/開閉幕/開館 典禮 | 國家薪傳獎                         | 活動主持人               |                                             |
| 頒獎/開閉幕/開館 典禮 | 國家建築金質獎                     | 頒獎典禮主持人           | 中華民國國家企業競爭力發展協會              |
| 頒獎/開閉幕/開館 典禮 | 國家工安獎                         | 頒獎典禮主持人           | 勞動部職業安全衛生署                        |
| 頒獎/開閉幕/開館 典禮 | 陽明海洋文化藝術館                 | 開館典禮主持人           |                                             |
| 音樂會                | 英國市政廳室內樂團音樂會           | 音樂會主持人             |                                             |
| 音樂會                | 育意深遠音樂會                     | 音樂會主持人             | 教育部                                      |
| 音樂會                | 魔笛音樂劇                         | 演出與主持               | 台北市立交響樂團                            |
| 音樂會                | 歐普拉的魔笛                       | 主持人                   | 國立台灣交響樂團                            |
| 音樂會                | 台灣第一套複製曾侯乙編鐘首演音樂會 | 主持人                   |                                             |
| 音樂會                | 國中國小推廣音樂會                 | 主持人                   | 新北市政府文化局、國立實驗國樂團            |
| 音樂會                | 管絃絲竹知多少                     | 主持人                   | 高雄市立國樂團                              |
| 音樂會                | 音樂的火車就要開兒童音樂會         | 主持人                   | 台北柳琴室內樂團                            |
| 其他各式活動          | 台北市傳統藝術季                   | 主持人                   | 台北市立國樂團                              |
| 其他各式活動          | 傑出公務人員                       | 主持人                   |                                             |
| 其他各式活動          | 市府跨年活動                       | 主持人                   | 台北市政府                                  |
| 其他各式活動          | 中廣晚會系列活動                   | 主持人                   | 中國廣播公司                                |
| 其他各式活動          | 巨星歌友會                         | 主持人                   | 張學友、劉德華、金城武、梁朝偉...等多位巨星 |
| 其他各式活動          | 各類商業活動、產品發表會           | 主持人                   |                                             |
| 其他各式活動          | 多家知名上市公司股東大會           | 主持人                   |                                             |

## 戲劇節目
| 節 目 類 型      | 節目名稱         | 附 註                              | 合 作 演 出                    |
| ---------------- | ---------------- | ---------------------------------- | ------------------------------ |
| 八點檔國語連續劇 | 金玉缘           | 1975 年台視，飾演玉女              | 游天龍、夏玲玲                 |
| 八點檔國語連續劇 | 周三劇場 -大鬍子 | 1976 年台視，飾演小菱              | 尹寶蓮、 韓甦、崔有福          |
| 八點檔國語連續劇 | 庭園春曉         | 1977 年台視，飾演鄧玉芳            | 曹健、秦風、李虹、姜鳳書       |
| 八點檔國語連續劇 | 花落春猶在       | 1985 年台視，飾演沈英莉 ( 高中生 ) | 徐樂眉、馬景濤、夏台鳳、林在培 |

## 電視節目
| 節目類型   | 節 目 名 稱              | 附 註                                          |
| ---------- | ------------------------ | ---------------------------------------------- |
| 兒童節目   | 只要我長大               | 華視                                           |
| 兒童節目   | 小天才                   | 台視，與李娜亞主持                             |
| 兒童節目   | 環保小天使               | 中視，環保署製作                               |
| 兒童節目   | 歡樂寶貝                 | 台視                                           |
| 兒童節目   | 歡樂家庭GO GO GO         | 台視                                           |
| 兒童節目   | 快快樂樂                 | 唱遊節目，播於宏觀衛視，僑委會製作             |
| 社教節目   | 莒光園地                 | 華視                                           |
| 社教節目   | 萬象都會情               | 播於中視，中央電影公司電視部、台北市政府製作   |
| 社教節目   | 轉動的音符               | 播於台視                                       |
| 社教節目   | 榕樹 杜鵑 台北城         | 台視、中視、華視聯播，台北市政府製作           |
| 社教節目   | 生活漲婷板               | 播於中視                                       |
| 財經節目   | 非常股市 漲跌大放送      | 非凡財經台                                     |
| 財經節目   | 股市百分百               | 播於真相新聞網                                 |
| 財經節目   | 早安您好台視新聞財經單元 | 播於台視，《商業周刊》製作                     |
| 財經節目   | 期貨贏家論壇             | 中華財經台                                     |
| 音樂性節目 | 銀河追追追               | 播於華衛音樂台，介紹流行音樂及藝人動態         |
| 音樂性節目 | 華夏雅樂                 | 公共電視節目製播組監製，播於台視，介紹中國音樂 |
| 旅遊性節目 | 世界旅遊報導             | 播於TVBS頻道                                   |
| 旅遊性節目 | 旅遊精打細算             | 播於華衛旅遊台                                 |
| 表演類節目 | 2100全民亂講             | 播於中天電視，模仿周玉蔻                       |

## 廣播、配音
| 廣播電台／配音 | 節 目 名 稱        | 附 註                                                  |
| -------------- | ------------------ | ------------------------------------------------------ |
| 中國廣播公司   | 午餐的約會         | 榮獲廣播金鐘獎音樂性節目及主持人獎                     |
| 中國廣播公司   | 週末生活通         |                                                        |
| 中國廣播公司   | 美的世界           |                                                        |
| 中國廣播公司   | 綺麗世界           |                                                        |
| 中國廣播公司   | 音樂中國情         |                                                        |
| 中國廣播公司   | 周日一把罩         |                                                        |
| 中國廣播公司   | 生活wii一下        | 中廣生活網播出                                         |
| 中國廣播公司   | 七點不一樣         |                                                        |
| 正聲廣播公司   | 寶島新樂園         |                                                        |
| 配音           | 十三行博物館       | 館內介紹及簡介配音                                     |
| 配音           | 電影媽祖           | 主角林默娘幼兒時期的配音                               |
| 配音           | 階梯數位教學       | 國語字典                                               |
| 配音           | 科技大樓           | 館內介紹                                               |
| 配音           | 國立海洋科技博物館 | 館內介紹                                               |
| 配音           | 康軒文教事業       | 認識藝術家系列簡介                                     |
| 配音           | 各大知名公司簡介   | 聯電、台積電、長頸鹿美語、英業達、美兆健檢、中華電信等 |

## 外部連結
- 趙婷的臉書
- 趙婷部落格 （页面存档备份，存于）
- 趙婷的微博 （页面存档备份，存于）